# Hoguera de las vanidades
Una hoguera de las vanidades (en italiano: falò delle vanità) es la quema de objetos condenados por las autoridades eclesiásticas por pecaminosos. La expresión suele referirse a la hoguera más conocida de este tipo, que aconteció el 7 de febrero de 1497, cuando seguidores del monje Girolamo Savonarola (después excomulgado) recogieron y quemaron en público miles de objetos en Florencia (Italia) durante la fiesta del Martes de Carnaval.
Esta destrucción tenía como objetivo la eliminación de aquellos objetos que se consideraban pecaminosos, objetos de vanidad y que podrían tentar a uno a pecar como espejos, maquillajes, vestidos refinados e incluso instrumentos musicales. También tenía como objetivo libros inmorales tales como las obras de Boccaccio, manuscritos con canciones seculares y obras de arte, incluidas pinturas y esculturas. Entre los objetos destruidos durante esta campaña había varias pinturas originales sobre temas mitológicos clásicos realizados por Sandro Botticelli, puestas por él mismo en la hoguera. Las Historias florentinas de Francesco Guicciardini da cuenta de primera mano de las hogueras de 1497.

## Precursores
Aunque a menudo se las asocia con él, tales hogueras no fueron invento de Savonarola sino que ya eran un acompañamiento usual a los sermones al aire libre de Bernardino de Siena en la primera mitad del siglo XV.

## Desarrollo

### Girolamo Savonarola

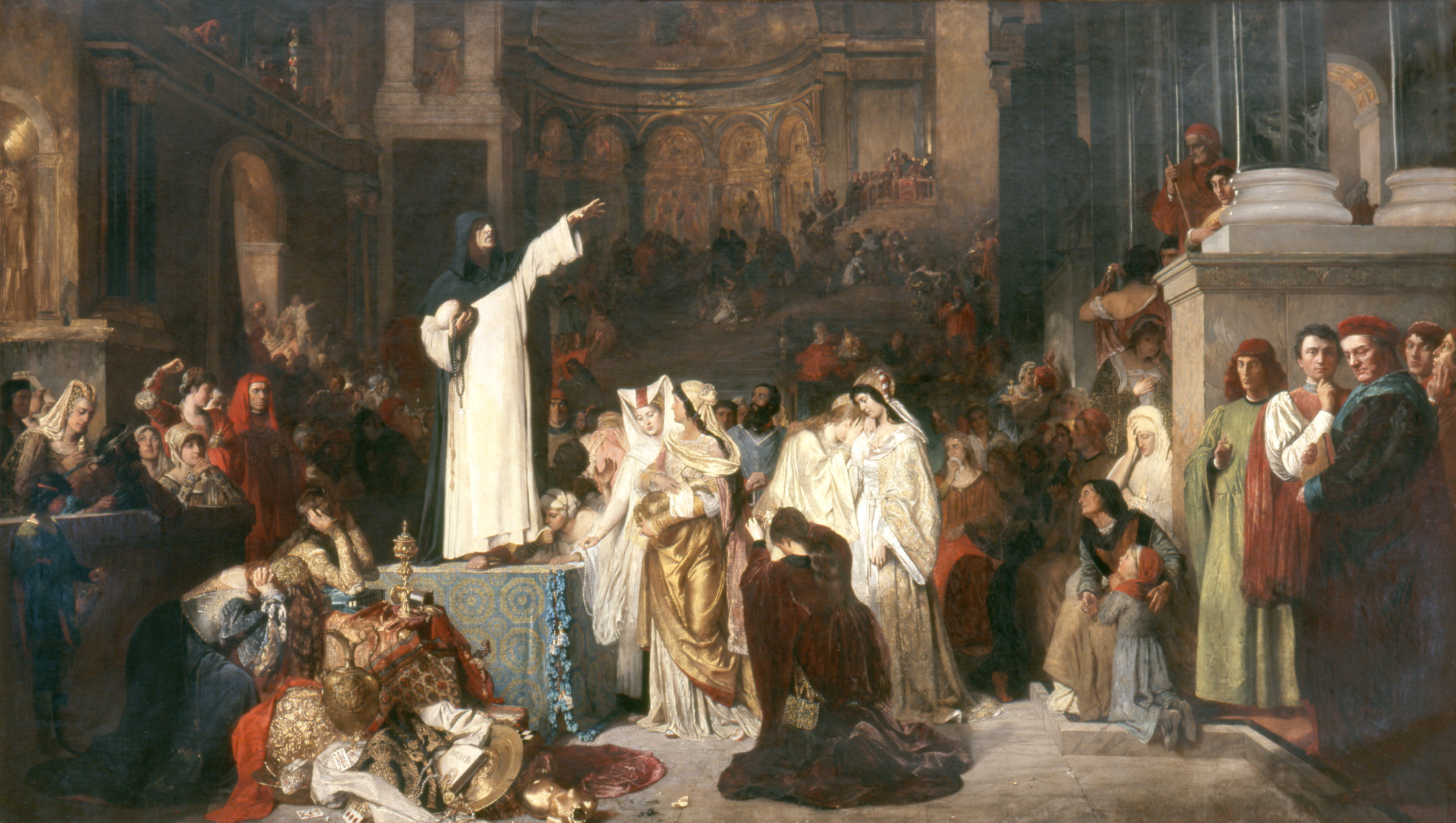
Savonarola predicando contra la prodigalidad, por Ludwig von Langenmantel (1879).

Fray Girolamo Savonarola fue un fraile dominico que fue asignado a trabajar en Florencia en 1490 por petición de Lorenzo de Medici, aunque en pocos años Savonarola se convirtió en uno de los principales enemigos de la familia Medici y ayudó a provocar su caída en 1494. Savonarola hizo campaña contra lo que él consideraba los excesos artísticos y sociales de la Italia del Renacimiento, predicando con gran vigor contra cualquier tipo de lujo. Su poder e influencia crecieron tanto que, con el tiempo, se convirtió en el gobernante efectivo de Florencia y tenía soldados para su protección, siguiéndolo por todas partes.
A partir de febrero de 1495, durante la época en que ocurría la fiesta del Carnaval, Savonarola comenzó a organizar una "fogata de las vanidades" periódica. Reunió varios objetos que consideró pecaminosos: manuscritos insustituibles, esculturas antiguas, pinturas antiguas y modernas, tapices de valor incalculable y muchas otras obras de arte valiosas, así como espejos, instrumentos musicales y libros de adivinación, astrología y magia.
Cualquiera que intentara oponerse fueron forzados a desistir por grupos de seguidores de Savonarola. Estos seguidores se hacían llamar piagnoni ("llorones") por un apodo público que originalmente pretendía ser un insulto.
Sin embargo, la influencia de Savonarola no pasó desapercibida para los altos funcionarios de la iglesia, y sus acciones llamaron la atención del papa Alejandro VI. Fue excomulgado el 13 de mayo de 1497 por los cargos fueron herejía y sedición por orden del Papa. Savonarola fue ejecutado el 23 de mayo de 1498, crucificado y quemado vivo. Su muerte se produjo en la Piazza della Signoria de Florencia, donde anteriormente había celebrado sus hogueras de las vanidades. Tras la ejecución, las autoridades papales dieron aviso de que cualquiera que estuviera en posesión de los escritos del fraile tenía cuatro días para entregarlos a un agente papal para su destrucción; cualquiera que no cumpliera también enfrentaba la excomunión.

### Sandro Botticelli

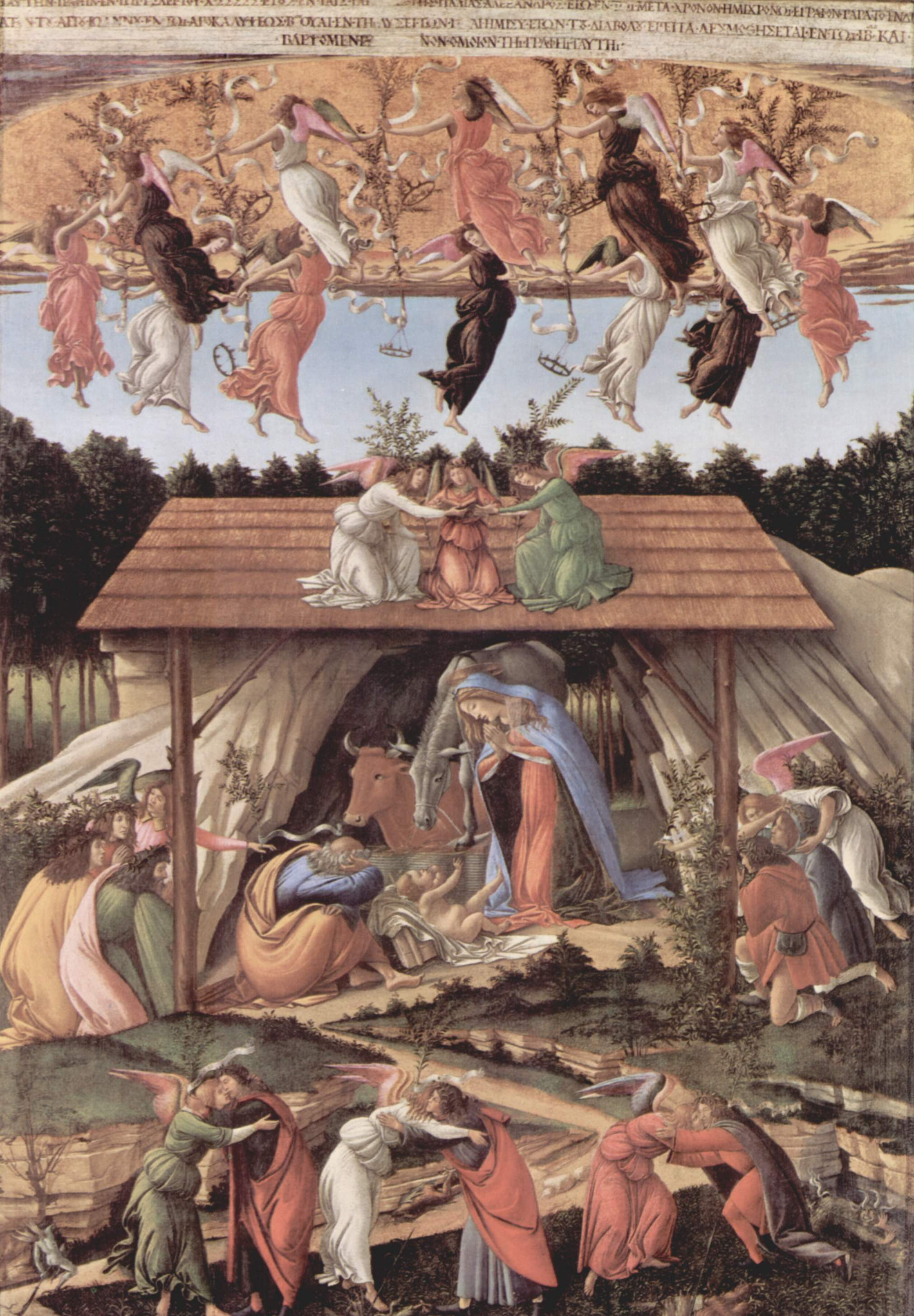
Natividad mística, por Sandro Botticelli

Aunque algunas fuentes posteriores informaron que el artista florentino Sandro Botticelli quemó varias de sus pinturas basadas en la mitología clásica en la gran hoguera florentina de 1497. Sin embargo, la principal fuente sobre su vida, Giorgio Vasari, no lo menciona esto ni tampoco ningún registro temprano. Vasari afirma que Botticelli no produjo nada tras de estar bajo la influencia de Savonarola, aunque esto no es aceptado por los historiadores del arte moderno, y a varias de sus pinturas se les asigna fechas posteriores a la muerte de Savonarola (1498). El historiador de arte Rab Hatfield dice que una de las pinturas de Botticelli, Natividad mística (fechada en 1500) se basa en el sermón que Savonarola pronunció en la Nochebuena de 1493.
Varios siglos después, en 1851, Orestes Brownson (un filósofo americano que era apologista de Savonarola) menciona vagamente que las obras de arte de Fray Bartolomeo, Lorenzo di Credi y muchos otros pintores, junto con "varias estatuas antiguas" fueron quemadas en la hoguera.

## En la cultura popular
- La novela de Tom Wolfe La hoguera de las vanidades (1987), se refiere al acontecimiento original, pero no es una versión de la historia. Posteriormente, fue estrenada la película La hoguera de las vanidades (1990) basada en la propia novela, dirigida por Brian De Palma y protagonizada por Tom Hanks, Bruce Willis y Melanie Griffith.
- Este acontecimiento forma parte de la novela de Ian Caldwell y Dustin Thomason El enigma del cuatro como la motivación para la escritura de un Sueño de Polífilo.
- También aparece con cierto detalle en la novela de George Eliot, Romola.
- Está narrada en la novela de Timothy Findley Pilgrim (1999).
- La novela de Sarah Dunant Amor y muerte en Florencia, una novela histórica de ficción, describe Florencia en el tiempo de Savonarola, incluso a la Hoguera de las vanidades.
- El juego Assassin's Creed II tiene en su contenido descargable el episodio de la Hoguera de las Vanidades en la cual Ezio Auditore, el protagonista, debe derrocar a Savonarola en Florencia y recuperar el Fruto del Edén.
- El cantautor catalán Albert Pla hace referencia a esta en la canción La Colilla de su álbum La Diferencia.
- Este acontecimiento se ve representado en la serie de televisión The Borgias. También aparece en la tercera temporada de Medici: Masters of Florence.
- En uno de los libros de la saga Georgina Kincaid de Richelle Mead se menciona que la protagonista guardaba cuadros y pinturas de un reconocido pintor para luego ella misma entregarlos a excepción de unos cuantos que se los dio a un ángel.